# ジョー・チャップマン
Joe Chapman（ジョー・チャップマン、1984年8月22日 - ）は、アメリカ合衆国出身のバスケットボール選手である。ポジションはガード。

## 来歴
2002年、マーケット大学に進学。大学4年間で126試合出場、1試合平均5.2得点。3ポイントシュート成功率35.5パーセント。
卒業後、コロンビア、メキシコ、チェコ、チリ、イギリスでプレーしたのち、2013年7月に日本プロバスケットボールリーグ（bjリーグ）の新規参入チーム・バンビシャス奈良と契約を結んだ。2013-14シーズン52試合に出場し、1試合平均16.2得点。
2014年オフ、島根スサノオマジックに移籍。51試合に出場。

## 記録
| シーズン | チーム | GP | GS | MPG  | FG%  | 3P%  | FT%  | RPG | APG | SPG | BPG | TO  | PPG  |
| -------- | ------ | -- | -- | ---- | ---- | ---- | ---- | --- | --- | --- | --- | --- | ---- |
| 2013-14  | 奈良   | 52 | 51 | 32.3 | .401 | .335 | .664 | 4.3 | 3.1 | 0.8 | 0.1 | 2.4 | 16.2 |
| 2014-15  | 島根   | 51 |    | 29.1 | .466 | .368 | .640 | 4.0 | 2.6 | 0.5 | 0.2 | 2.3 | 16.3 |